# 原子力政策担当室
原子力政策担当室（げんしりょくせいさくたんとうしつ）は、日本の原子力行政を担当する内閣府の組織。

## 所管業務
原子力の研究、開発及び利用に関する関係行政機関の事務の調整に関すること等を担当する。また、原子力委員会の事務局機能を担っている。

## 検討会議
外部調査機関や外部専門家の知見も活用しつつ、「検討会議」の運営を担うとともに、他国の制度整備状況等に関する調査も行う。